# Filzen (Konz)
Filzen ist ein Ortsteil der Stadt Konz im Landkreis Trier-Saarburg in Rheinland-Pfalz.

## Geographie
Der Ort liegt südlich der Kernstadt Konz auf der rechten Seite der unteren Saar im flachen Uferbereich. Weinberge bedecken die Hänge des Filzer Berges (276 Meter) östlich des Ortes.
Zu Filzen gehört auch der Wohnplatz Auf der Filzer Kupp.

Die Nachbarorte von Filzen sind – neben der Kernstadt Konz im Norden – die Stadtteile Hamm im Süden und das auf der anderen Saarseite gelegene Könen im Nordwesten, sowie die Ortsgemeinde Kanzem im Südosten.

## Geschichte
Filzen wird erstmals 1030 urkundlich als Velse erwähnt. Die Trierer Abtei St. Maria ad Martyres besaß dort zu dieser Zeit ein Hofgut. Der Ortsname bezog sich auf die Felsen an der Saar und wandelte sich nachfolgend von Vilcine um 1200 und Filtzen um 1490 zum heutigen Filzen.
Nach der Inbesitznahme des Linken Rheinufers durch französische Revolutionstruppen war der Ort von 1798 bis 1814 Teil der Französischen Republik (bis 1804) und anschließend des Französischen Kaiserreichs. Nach der Niederlage Napoleons kam Filzen 1815 aufgrund der auf dem Wiener Kongress getroffenen Vereinbarungen zum Königreich Preußen. Der Ort wurde dem Landkreis Trier im Regierungsbezirk Trier zugeordnet, der 1822 Teil der neu gebildeten Rheinprovinz wurde.
Als Folge des Ersten Weltkriegs gehörte die gesamte Region zum französischen Teil der Alliierten Rheinlandbesetzung. Nach dem Zweiten Weltkrieg gehörte Filzen zu den Gemeinden der französischen Besatzungszone, die im Februar 1946 an das Saarland angeschlossen wurden, im Juni 1947 aber auch zu den Orten des Landkreises Saarburg, die wieder zurückgegliedert und Teil des damals neu gebildeten Landes Rheinland-Pfalz wurden.
Am 7. Juni 1969 wurde aus den beiden Gemeinden Filzen und Hamm bei Filzen eine neue Gemeinde Filzen gebildet. Ein gutes Jahr später später erfolgte am 7. November 1970 die Eingemeindung nach Konz.
In den Jahren 1976 bis 1980 wurde das alte Filzener Schulhaus abgerissen und der Dorfplatz mit Urbanusbrunnen und Weinpavillon angelegt.

## Politik

### Ortsbezirk
Filzen bildet zusammen mit Hamm gemäß Hauptsatzung einen von fünf Ortsbezirken der Stadt Konz. Der Ortsbezirk umfasst die Gebiete der beiden früheren Gemeinden. Die Interessen des Ortsbezirks werden durch einen Ortsbeirat und durch einen Ortsvorsteher vertreten.

### Ortsbeirat
Der Ortsbeirat besteht aus sieben Mitgliedern, die bei der Kommunalwahl am 9. Juni 2024 in einer Mehrheitswahl gewählt wurden, und dem ehrenamtlichen Ortsvorsteher als Vorsitzendem. Bis zur Wahl 2019 wurde in einer personalisierten Verhältniswahl gewählt, da mindestens zwei Wahlvorschlagslisten eingereicht wurden.
Die Sitzverteilung im Ortsbeirat:
| Wahl | SPD               | CDU               | FWG (a)           | WLS (b)           | Gesamt  |
| ---- | ----------------- | ----------------- | ----------------- | ----------------- | ------- |
| 2024 | per Mehrheitswahl | per Mehrheitswahl | per Mehrheitswahl | per Mehrheitswahl | 7 Sitze |
| 2019 | –                 | –                 | 5                 | 2                 | 7 Sitze |
| 2014 | –                 | 3                 | 4                 | –                 | 7 Sitze |
| 2009 | –                 | 2                 | 5                 | –                 | 7 Sitze |
| 2004 | 2                 | 1                 | 4                 | –                 | 7 Sitze |

### Ortsvorsteher
Egbert Dederichs (FWG) wurde 2009 Ortsvorsteher von Filzen-Hamm. Bei der Direktwahl am 26. Mai 2019 wurde er mit einem Stimmenanteil von 70,00 % und am 9. Juni 2024 als einziger Bewerber mit 81,3 % jeweils für weitere fünf Jahre in seinem Amt bestätigt.

## Sehenswürdigkeiten

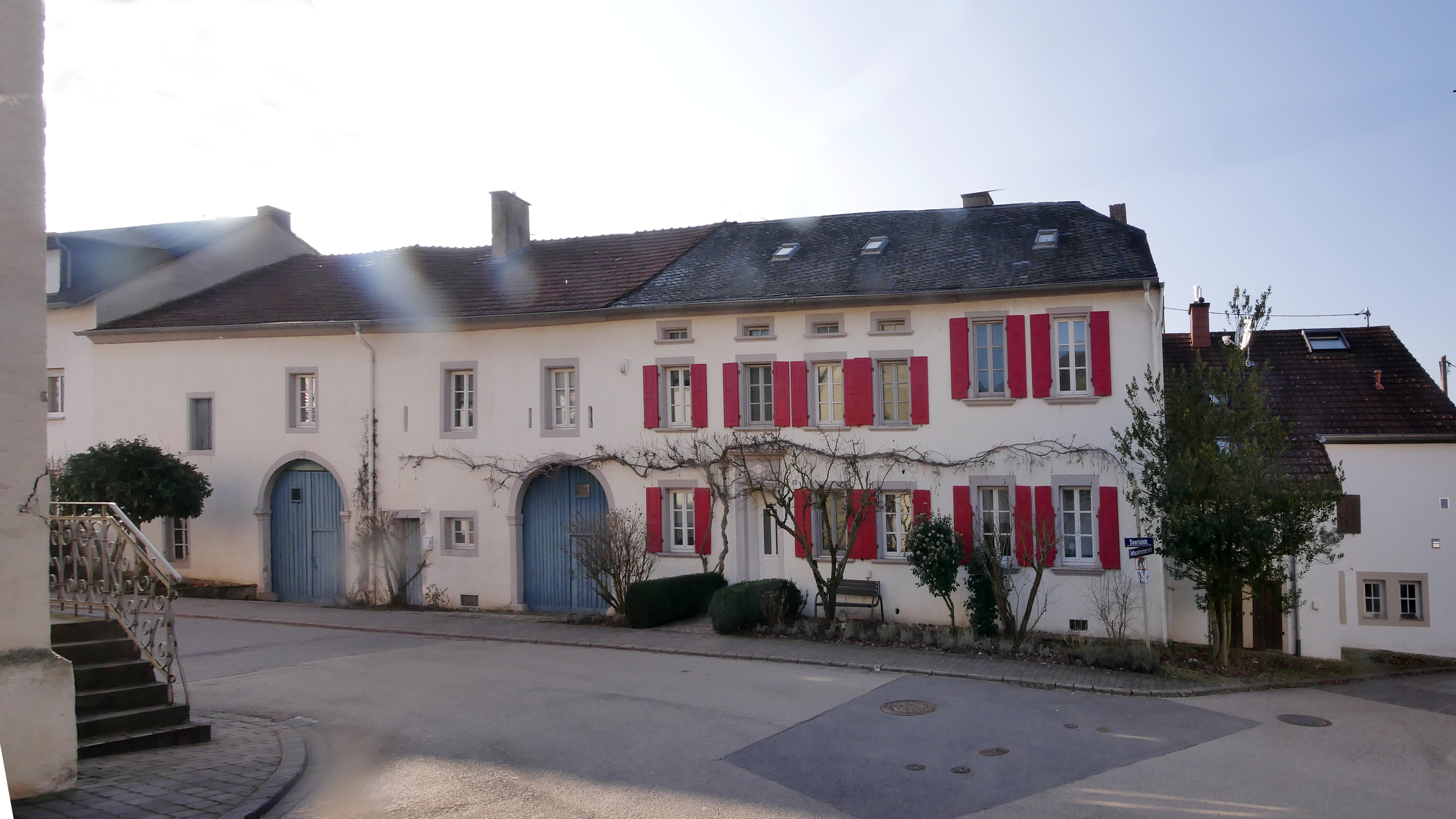
Quereinhaus
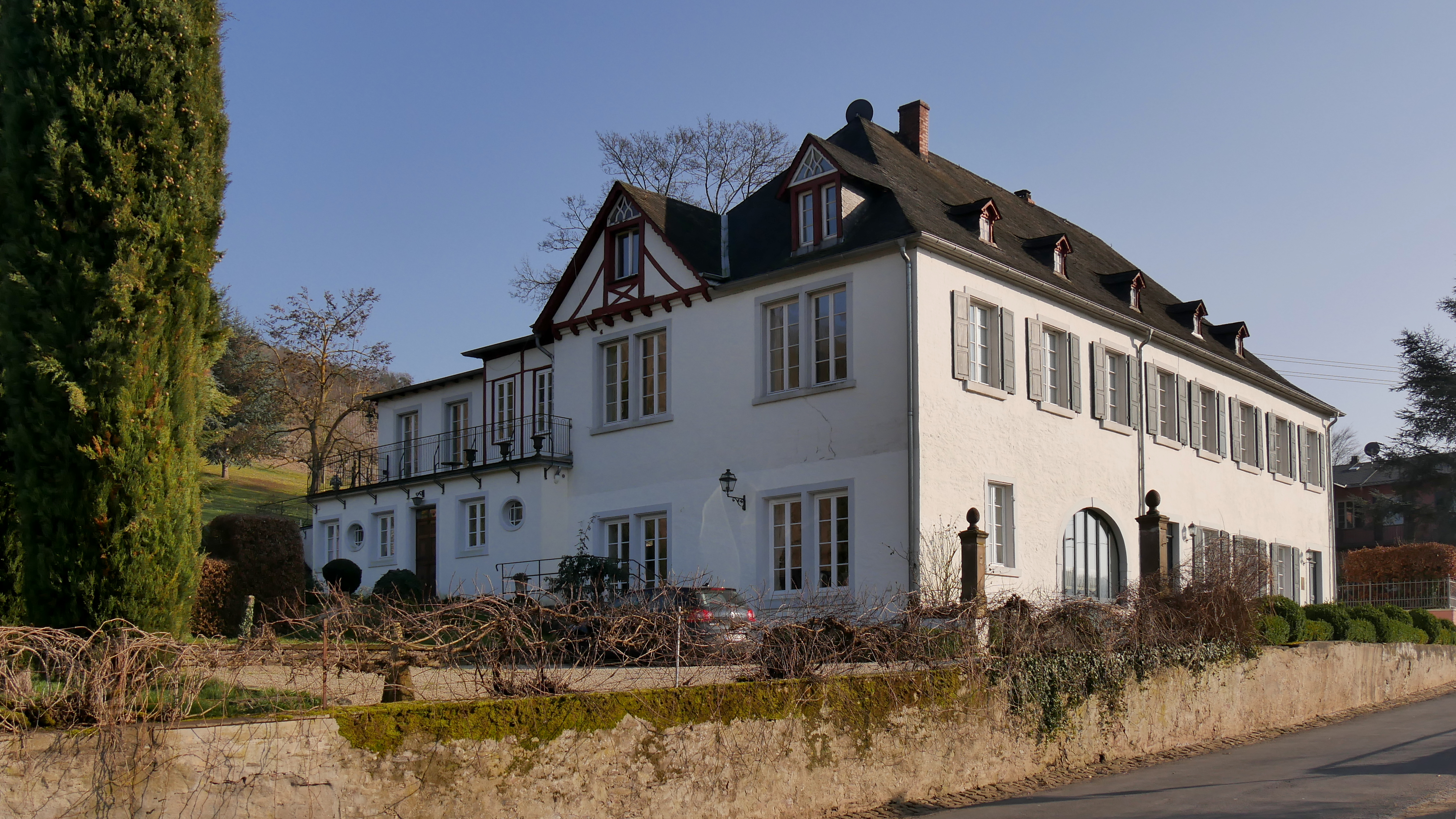
Weingut Piedmont
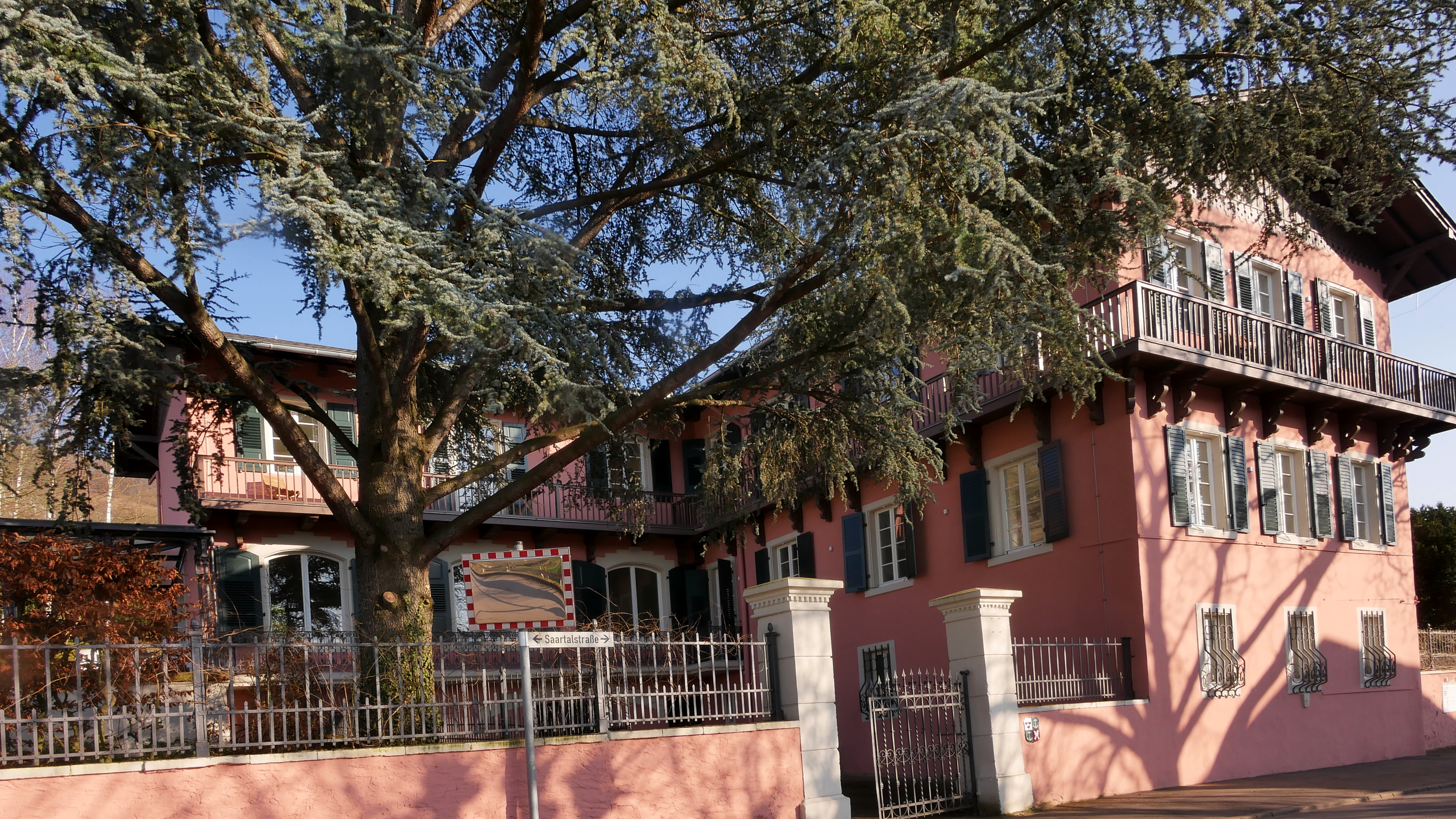
Weingut Reverchon
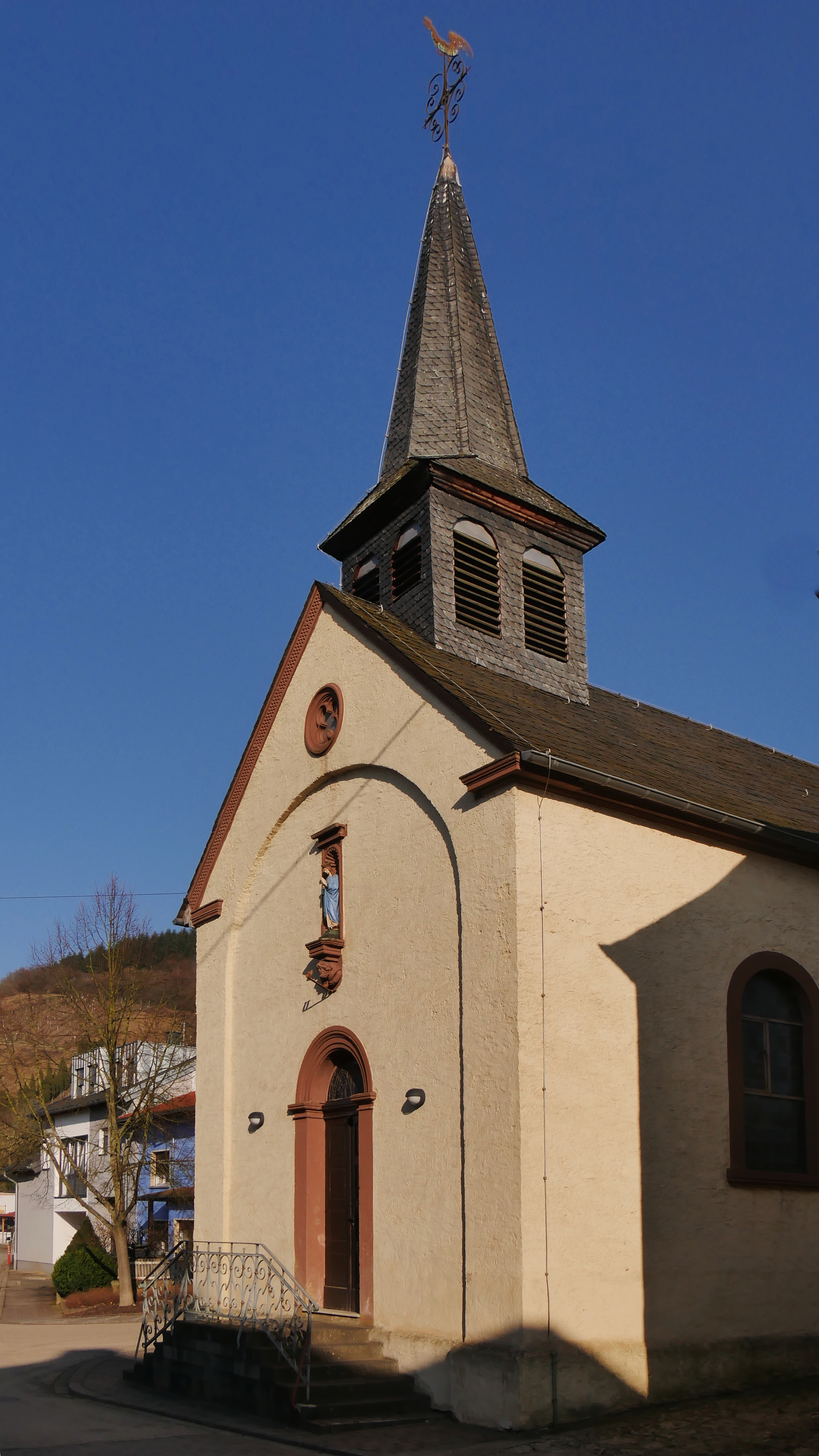
Kirche St. Nikolaus
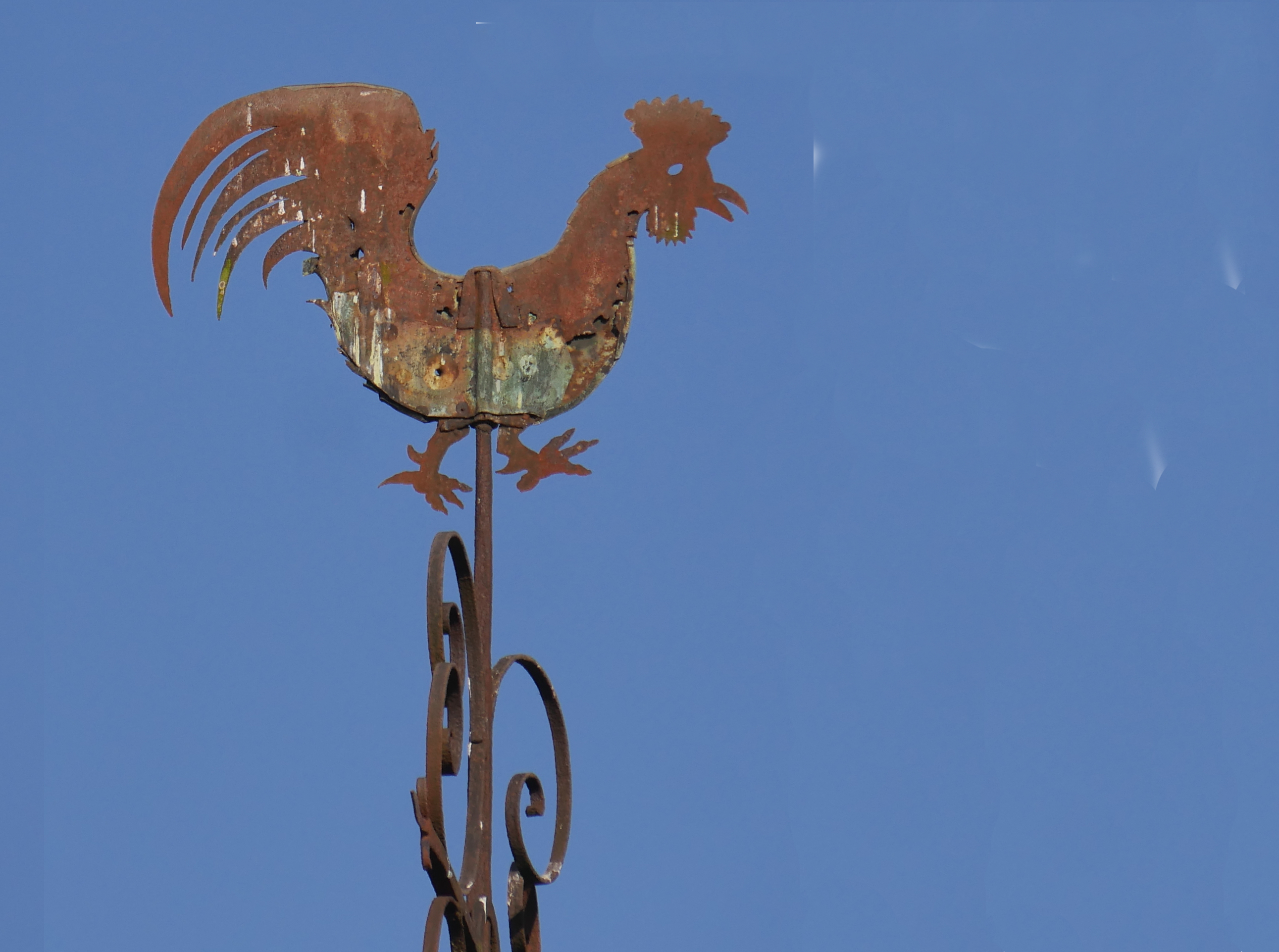
Kirchturmhahn

In der Liste der Kulturdenkmäler in Konz sind für Filzen eine Denkmalzone und fünf Einzeldenkmäler aufgeführt.

## Wirtschaft und Verkehr

### Wirtschaft
Der Ort ist vom Weinbau geprägt und weist einige größere Weingüter auf.

### Verkehr
Filzen liegt an der hier entlang der Saar verlaufenden Landesstraße 137.
Zwischen L 137 und dem Ort verläuft zudem die Saarstrecke der Eisenbahn, die in Filzen aber keinen Haltepunkt anbietet. Die nächstgelegenen Zustiegsmöglichkeiten bestehen in Konz oder Kanzem.